# Filippo Soffici
Filippo Soffici   (Florència, 9 de febrer de 1970) és un remer italià, ja retirat, que va competir durant les dècades de 1980 i 1990.
El 1992 va prendre part en els Jocs Olímpics d'Estiu de Barcelona, on guanyà la medalla de bronze en la prova del quàdruple scull del programa de rem. Formà equip amb Alessandro Corona, Gianluca Farina i Rossano Galtarossa.
En el seu palmarès també destaquen tres medalles al Campionat del Món de rem, sempre en el quàdruple scull. De plata el 1989 i 1991, i de bronze el 1990. També guanyà una medalla d'or als Jocs del Mediterrani de 1991.